# エベネザー・プレイス

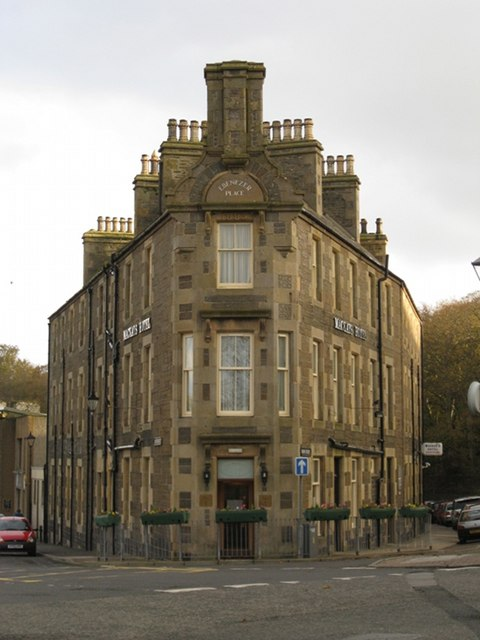
エベネザー・プレイス全景。マッケイズ・ホテルの短い辺が面しているのがエベネザー・プレイスである。左はリバー・ストリート、右はユニオン・ストリート。

エベネザー・プレイス（Ebenezer Place）は、イギリス・スコットランドのウィック (Wick, Caithness) にある、長さ 2.06 m のストリート（街路）。ギネス・ワールド・レコーズに「世界一短い通り」として認定されている。

## 世界一短い通り
この街路が「世界一短い」と認められたのは2006年のことである。それまで「世界一短い通り」とされていたのは、イングランド・ランカシャー州バカップ (Bacup) のエルギン・ストリート (Elgin Street, Lancashire) （5.2 m）であった.。

## 地理
エベネザー・プレイスは、ウィック市の中心部、ウィック川に掛かるウィック橋の南詰付近にある。南東から北へゆるやかに弧を描くユニオン・ストリートが、ウィック川沿いのリバー・ストリートに合流する地点にあたる。ユニオン・ストリートとリバー・ストリートの合流点にはマッケイズ・ホテル（Mackays Hotel）が建てられており、その北西端が面した道路が「エベネザー・プレイス」である。
この街路に沿った住所は、エベネザー・プレイス1番地しかない。マッケイズ・ホテル内にあるレストラン No. 1 Bistro の正面ドアである。

## 歴史
1883年、マッケイズ・ホテルが建設された際、建物の短い側の辺が面した道路に、ホテルのオーナーによって「エベネザー・プレイス」の名がつけられたのがはじまりである。
「エベネザー・プレイス」の名は、1887年以降の市の公的な記録に登場する。